# Титтел, Душан
Душан Титтел (словац. Dušan Tittel; 27 декабря 1966 года, Наместово, Словацкая СР, ЧССР) — бывший чехословацкий и словацкий футболист, игравший на позиции полузащитника, футбольный тренер. Лучший футболист Словакии 1995, 1996 и 1997 годов.

## Клубная карьера
В 1988 году, будучи полузащитником, дебютировал в футбольной команде «Слован» из Братиславы. Лучшим результатом для «Слована» было 2 место в чемпионате Чехословакии 1990/91. За чехословацкий клуб Душан сыграл 2 матча и забил 1 гол в Кубке обладателей кубков. В 1991 году Душан Титтел перешёл во французский клуб «Ним», за который он затем играл полтора года. В 1993 году он вернулся в «Слован» и занял с ним 3 место в чемпионате Чехословакии. В 1993 году была образована Суперлига Словакии, и Титтел выиграл ее вместе со «Слованом» три раза подряд. В составе «Слована» полузащитник играл в Кубке УЕФА. В 1997 году он перешёл в трнавский «Спартак», за который играл два сезона в чемпионате Словакии. В 1999 году Душан Титтел перешёл в «Омонию». В сезоне 1999/2000 кипрской лиги футболист сыграл 24 матча и забил 1 гол, «Омония» заняла 2 место в списке лиги. Душан Титтелс командой выиграл кубок Кипра, отыграв весь финальный матч против ФК АПОЭЛ. В кубке УЕФА футболист сыграл 4 матча, а «Омония» проиграла в 1/64 финала «Ювентусу» (2:5 и 0:5). В сезоне 2000/01 словак играл за «Омонию» (6 матчей) и «Слован» (11 матчей и 2 гола). В кубке УЕФА полузащитник сыграл 2 матча в составе «Омонии».

## Национальные сборные
29 августа 1990 года полузащитник сыграл первый матч за сборную Чехословакии против Финляндии (1:1). В 1990—1991 годах он сыграл 6 матчей в отборочном турнире Евро-1992.
30 марта 1994 года Душан сыграл первый матч за сборную Словакии против Мальты: Словакия победила со счётом 2:1. 29 мая 1994 года футболист забил первый гол за сборную, но тот матч Словакия проиграла России со счётом 1:2. В отборочном турнире Евро-1996 Душан сыграл 9 матчей и забил 1 гол. В отборочном турнире чемпионата мира 1998 года Душан сыграл 10 матчей и забил 4 гола, в четырёх матчах он был капитаном команды. В отборочном турнире Евро-2000 полузащитник сыграл 3 матча.

## Тренерская карьера
В 2010 году Душан возглавил «Слован» и выиграл кубок Словакии. В 2015 году он во второй раз возглавил «Слован», но успеха не добился.

## Достижения
Игрок
- Чемпион Словакии: 1993/94, 1994/95, 1995/96;
- Кубок Словакии: 1989, 1994, 1997, 1998;
- Суперкубок Словакии: 1994, 1996;
- Кубок Кипра: 2000;
- Футболист года в Словакии: 1995, 1996, 1997.

Тренер
- Кубок Словакии: 2010.